# Любим (станция)
Люби́м — железнодорожная станция Вологодского региона Северной железной дороги, находящаяся в городе Любиме Ярославской области.

## История
Станция открыта в 1918 году в составе пускового участка Данилов — Буй протяженностью 91 км..
В 1968 году, в ходе электрификации участка Данилов — Номжа, станция была электрифицирована на переменном токе 25кВ.

## Деятельность
Станция открыта для грузовой работы.
Коммерческие операции, выполняемые на станции:
- продажа пассажирских билетов[2];
- приём и выдача багажа[2];
- приём и выдача повагонных отправок грузов (открытые площадки)[2];
- приём и выдача повагонных и мелких отправок грузов (подъездные пути)[2];
- приём и выдача повагонных отправок грузов (крытые склады)[2].

## Дальнее следование по станции
| Круглогодичное обращение поездов | Круглогодичное обращение поездов | Круглогодичное обращение поездов | Круглогодичное обращение поездов |
| № поезда                         | Маршрут движения                 | № поезда                         | Маршрут движения                 |
| -------------------------------- | -------------------------------- | -------------------------------- | -------------------------------- |
| 067Ы                             | Абакан — Москва                  | 068Ы                             | Москва — Абакан                  |
| 069Ч                             | Чита — Москва                    | 070Ч                             | Москва — Чита                    |

| Сезонное обращение поездов | Сезонное обращение поездов | Сезонное обращение поездов | Сезонное обращение поездов |
| № поезда                   | Маршрут движения           | № поезда                   | Маршрут движения           |
| -------------------------- | -------------------------- | -------------------------- | -------------------------- |

| Пригородное сообщение по станции | Пригородное сообщение по станции | Пригородное сообщение по станции | Пригородное сообщение по станции |
| № поезда                         | Маршрут движения                 | № поезда                         | Маршрут движения                 |
| -------------------------------- | -------------------------------- | -------------------------------- | -------------------------------- |
| 6321                             | Буй — Данилов                    | 6322                             | Данилов — Буй                    |
| 6325                             | Буй — Данилов                    | 6326                             | Данилов — Буй                    |